# Antón Losada Diéguez

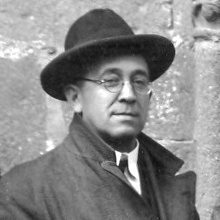
Antón Losada Diéguez.

Antón Losada Diéguez (Boborás, Ourense, 1884 - Pontevedra, 1929) va ser un escriptor gallec. Pertanyia a una família de la noblesa rural, d'ideologia tradicionalista i ultracatòlica. Va estudiar Lletres a Deusto i Dret a Santiago de Compostel·la. Doctor en Filosofia, el 1913 guanya una càtedra, essent destinat a Toledo, encara que en poc temps aconseguiria el trasllat a Ourense, on va fer amistat amb els homes del grup de Vicente Risco. Va passar després a exercir a Pontevedra.
Amb Risco i Noguerol, funda en 1920 la revista Nós. Presidí la Primera Assemblea Nacionalista de Lugo. En 1924 ingressa en el Seminari d'Estudis Gallecs. Integrant de les Irmandades da Fala, té un paper notori en la conversió del que anava ser el nucli de la Generació Nós. Se li va dedicar el Dia de les Lletres Gallegues de 1985. En la seva memòria es va instituir el Premi Losada Diéguez, concedit anualment i des de 1986 pels ajuntaments de Boborás i O Carballiño en dues modalitats, investigació i creació literària.